# Los Hermanos (zespół muzyczny)
Los Hermanos – zespół muzyczny, grający Indie rock i MPB, powstały w Rio de Janeiro w stanie Rio de Janeiro, Brazylia.

## Członkowie
- Marcelo Camelo – wokal prowadzący, gitara
- Rodrigo Amarante – wokal, gitara basowa
- Rodrigo Barba – perkusja
- Bruno Medina – klawisze

## Dyskografia

### Albumy
- Los Hermanos (1999)
- Bloco do Eu Sozinho (2001)
- Ventura (2003)
- 4 (2005)

### Kompilacjach
- Perfil (2006)

### DVD
- Luau MTV (2002)
- Ao Vivo no Cine Íris (2004)
- Los Hermanos na Fundição Progresso(2007)